# 3-بروبيل هكسهيدروبنزو إندول-8-ول
8-OH-PBZI  هو مادة دوائية استخدمت في الأبحاث ذات تأثير ناهض قوي على مستقبل الدوبامين د3.